# Shaun Barker
Shaun Barker (Trowell, 19 settembre 1982) è un ex calciatore inglese, di ruolo difensore.

## Carriera
Capitano del Derby County, il 13 marzo 2012 si è infortunato in uno scontro di gioco, rompendo i legamenti crociato anteriore, crociato posteriore e collaterale mediale.
Nell'agosto 2016 ha firmato un contratto con il Burton Albion e dopo oltre quattro anni (1627 giorni) dall'infortunio, il 26 agosto 2016 è ritornato in campo in una partita ufficiale.